# Persone di nome Artur/Calciatori
| Questa pagina contiene informazioni ricavate automaticamente dalle voci biografiche con l'ausilio del template Bio e di un bot. L'aggiornamento è periodico e automatico e ricostruisce completamente la pagina. Se manca una persona in questa lista, sei pregato di non aggiungerla, ma accertati piuttosto che la sua voce biografica contenga il template Bio e che i dati anagrafici siano correttamente compilati. Se il template Bio manca, inseriscilo tu stesso o, in alternativa, metti l'avviso {{tmp\|Bio}} che ne segnala la mancanza. Se i dati riportati sono sbagliati, correggi direttamente la voce biografica; le modifiche saranno visibili in questa lista entro pochi giorni. Per chiarimenti vedi il progetto antroponimi. La lista contiene solo le 52 persone che sono citate nell'enciclopedia e per le quali è stato implementato correttamente il template Bio. Pagina aggiornata al 22 lug 2025. |

Questa è una lista di persone presenti nell'enciclopedia che hanno il nome Artur e sono calciatori.

## A(3)
- Artur Augusto, calciatore portoghese (n. 1904)
- Artur Avahimjan, calciatore ucraino (Mariupol', n. 1997)
- Artur Vaz, calciatore portoghese (n. 1925 - † 2009)

## B(3)
- Artur Sérgio Batista de Souza, calciatore brasiliano (Abel Figueiredo, n. 1994)
- Artur Moreira, ex calciatore portoghese (Cacia, n. 1984)
- Artur Boruc, ex calciatore polacco (Siedlce, n. 1980)

## C(3)
- Artur Camolas, calciatore portoghese (n. 1904)
- Artur Crăciun, calciatore moldavo (Chișinău, n. 1998)
- Artur Futre, ex calciatore portoghese (Montijo, n. 1983)

## D(3)
- Artur Dubravčić, calciatore jugoslavo (Verbosca, n. 1894 - Zagabria, † 1969)
- Artur Dyson, calciatore portoghese (n. 1912 - † 1985)
- Artur de Sousa, calciatore portoghese (Funchal, n. 1909 - Porto, † 1963)

## G(3)
- Artur Victor Guimarães, calciatore brasiliano (Fortaleza, n. 1998)
- Artur Gajdoš, calciatore slovacco (Ilava, n. 2004)
- Artur Geworkýan, ex calciatore turkmeno (Aşgabat, n. 1984)

## I(1)
- Artur Ioniță, calciatore moldavo (Chișinău, n. 1990)

## J(3)
- Artur Jędrzejczyk, calciatore polacco (Dębica, n. 1987)
- Artur Jorge, calciatore e allenatore di calcio portoghese (Porto, n. 1946 - Lisbona, † 2024)
- Artur Rimovič Jusupov, ex calciatore russo (Samara, n. 1989)

## K(3)
- Artur Karnoza, ex calciatore ucraino (Dnipro, n. 1990)
- Artur Kotenko, calciatore estone (Tallinn, n. 1981)
- Artur Kusov, ex calciatore russo (Ordzhonikidze, n. 1986)

## L(3)
- Artur Lekbello, ex calciatore albanese (Tirana, n. 1958)
- Artur Ljavicki, ex calciatore bielorusso (Minsk, n. 1985)
- Artur Santos, calciatore portoghese (Paço de Arcos, n. 1931 - † 2025)

## M(5)
- Artur Magani, ex calciatore albanese (Elbasan, n. 1994)
- Artur Marciniak, ex calciatore polacco (Poznań, n. 1987)
- Artur Jorge Marques Amorim, calciatore portoghese (Braga, n. 1994)
- Artur Maxhuni, ex calciatore albanese (Kavajë, n. 1972)
- Artur Miranyan, calciatore armeno (Erevan, n. 1995)

## N(2)
- Artur Nigmatullin, calciatore russo (Vladivostok, n. 1991)
- Artur Novotrjasov, calciatore ucraino (Jevpatorija, n. 1992)

## P(3)
- Artur Pagaev, ex calciatore russo (Ordžonikidze, n. 1971)
- Artur Pikk, calciatore estone (Tartu, n. 1993)
- Artur Pătraș, calciatore moldavo (Chișinău, n. 1988)

## R(4)
- Artur Remenjak, calciatore ucraino (n. 2000)
- Artur Rudko, calciatore ucraino (Kiev, n. 1992)
- Artur Rättel, ex calciatore estone (Pärnu, n. 1993)
- Artur Vicente, ex calciatore portoghese (Santa Catarina, n. 1972)

## S(5)
- Artur Sagitov, calciatore russo (Elabuga, n. 2000)
- Artur Sarkisov, ex calciatore russo (Groznyj, n. 1987)
- Artur Slabašėvič, calciatore bielorusso (Minsk, n. 1989)
- Artur Correia, calciatore portoghese (Lisbona, n. 1950 - Lisbona, † 2016)
- Artur Sobiech, calciatore polacco (Ruda Śląska, n. 1990)

## T(1)
- Artur Tlisov, ex calciatore russo (Čerkessk, n. 1982)

## U(1)
- Artur Ullrich, ex calciatore tedesco orientale (Arcangelo, n. 1957)

## V(2)
- Artur Valikaev, ex calciatore russo (Sterlitamak, n. 1988)
- Artur Jesus Vieira, calciatore brasiliano (Rio de Janeiro, n. 1990)

## W(1)
- Artur Wichniarek, ex calciatore polacco (Poznań, n. 1977)

## Z(1)
- Artur Zapadnja, ex calciatore ucraino (Peršotravens'k, n. 1990)

## Č(1)
- Artur Čërnyj, calciatore russo (Vladikavkaz, n. 2000)

## Ş(1)
- Artýr Shýshenachev, calciatore kazako (Taraz, n. 1998)